# Pawsonaster parvus
Genre
Espèce
Synonymes
- Pentagonaster parvus Perrier, 1881
- Tosia clugreta Walenkamp, 1976
- Tosia parva (Perrier, 1881)

Pawsonaster parvus est une espèce d'étoile de mer de la famille des Goniasteridae, la seule espèce connue du genre Pawsonaster.

## Description
C'est une petite étoile de mer plate, rigide et pentagonale, aux bras soudés. Sur toute sa périphérie, elle est entourée par d'épaisses plaques grossièrement quadrangulaires. Le disque central est aplati et présente une mosaïque de plaques plus ou moins hexagonales. Sur la face orale (inférieure), les 5 sillons ambulacraires (d'où émergent les podia) sont bien marqués. L'ensemble du corps est structuré par des plaques squelettiques assez visibles.

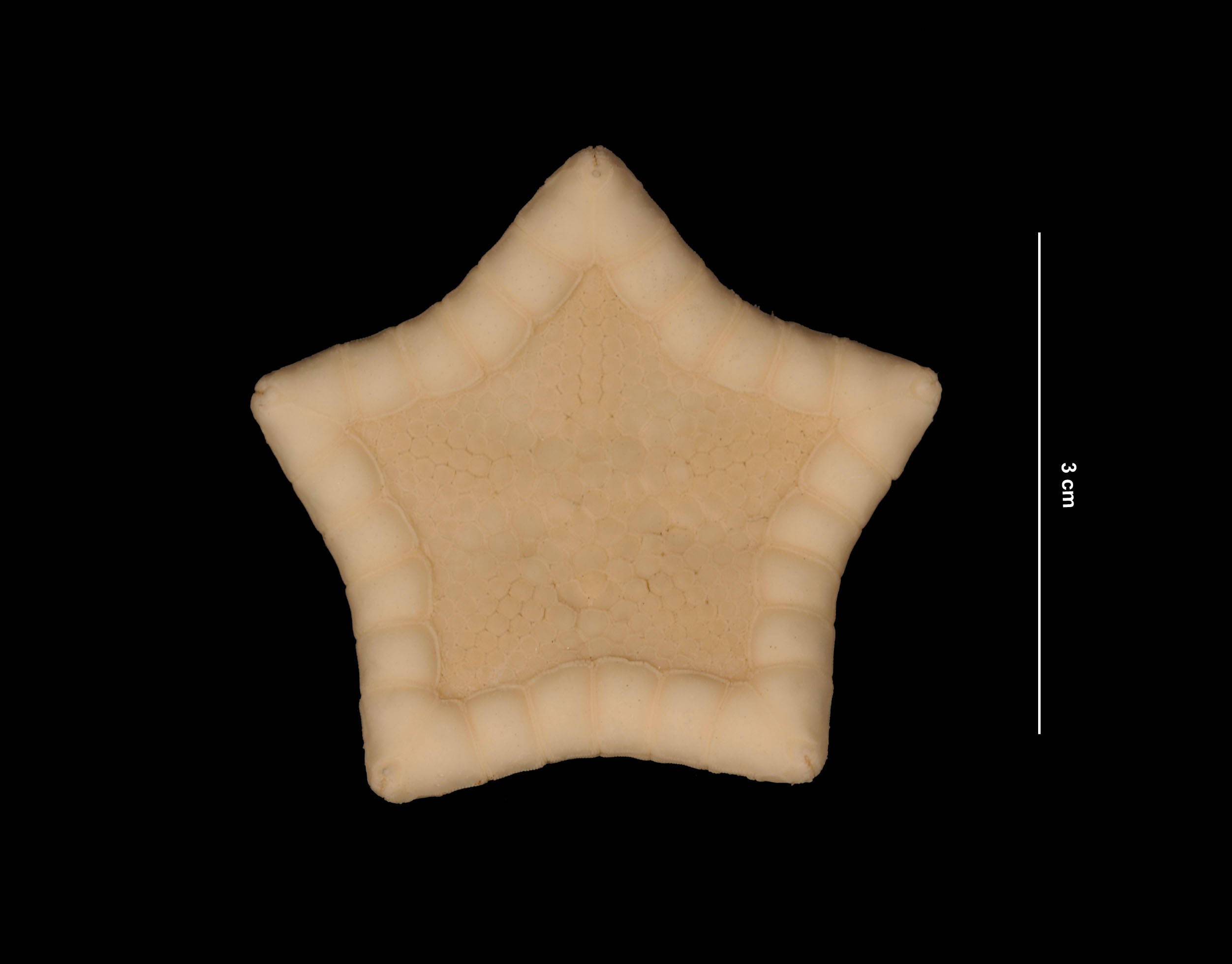
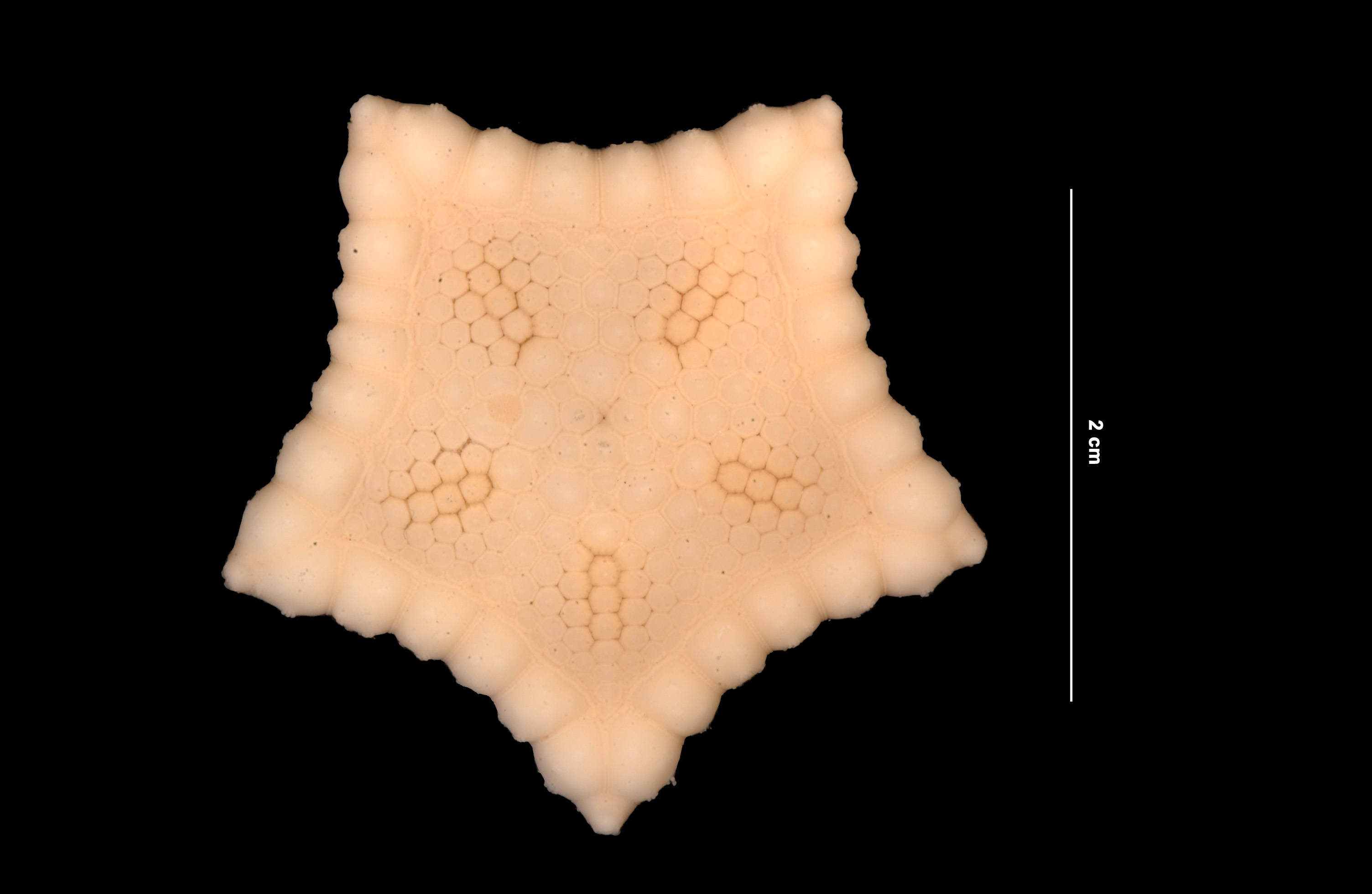
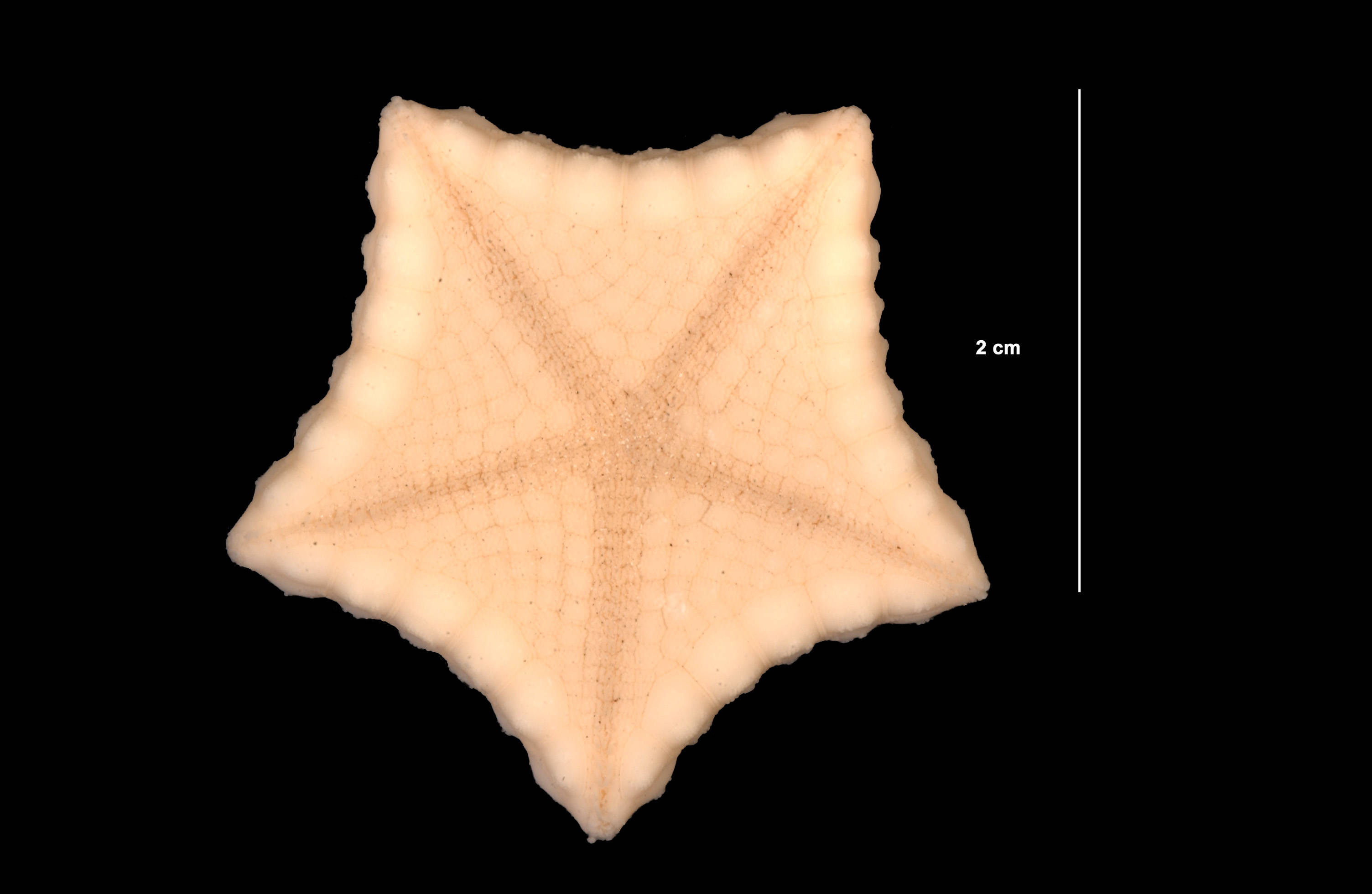

## Habitat et répartition
Les spécimens identifiés proviennent du golfe du Mexique.